# Senia Point
Senia Point är en udde i Antarktis. Den ligger i Östantarktis. Nya Zeeland gör anspråk på området.
Terrängen inåt land är platt åt sydost, men åt nordväst är den kuperad. Trakten är obefolkad. Det finns inga samhällen i närheten.